# Benjamin Joseph Keiley
Benjamin Joseph Keiley (* 13. Oktober 1847 in Petersburg, Virginia; † 17. Juni 1925) war ein US-amerikanischer Geistlicher und römisch-katholischer Bischof von Savannah.

## Leben
Benjamin Joseph Keiley empfing am 31. Dezember 1873 das Sakrament der Priesterweihe für das Bistum Wilmington. Als der Bischof von Wilmington, Thomas Andrew Becker, im Jahr 1886 die Leitung des Bistums Savannah übernahm, folgte ihm Keiley als dessen Generalvikar in die neue Diözese. 1896 wurde er Rektor der Kathedrale. Als die Bischofskirche nach einem Brand wiedererrichtet werden musste, feierte Keiley die erste Heilige Messe nach der Wiederherstellung am 24. Dezember 1899.
Papst Leo XIII. ernannte ihn am 2. April 1900 zum Bischof von Savannah. Die Bischofsweihe spendete ihm der Erzbischof von Baltimore, James Gibbons, am 3. Juni desselben Jahres; Mitkonsekratoren waren der Bischof von Charleston, Henry Pinckney Northrop, und der Bischof von Wilmington, John J. Monaghan. Als Wahlspruch wählte er Dominus Meus et Deus Meus (Mein Herr und mein Gott, Joh 20,28).
Keileys besondere Sorge galt den afroamerikanischen Katholiken in seinem Bistum. Im Jahr 1920 erfüllte er sich mit der feierlichen Konsekration der Kathedrale einen lange gehegten Wunsch.
Wegen seiner angegriffenen Gesundheit nahm Papst Pius XI. am 18. März 1922 seinen vorzeitigen Rücktritt an und ernannte ihn zum Titularbischof von Scilium.